# یواس‌ان‌اس میشن سن لوئیس ری (تی-ای‌او-۱۲۸)
یواس‌ان‌اس میشن سن لوئیس ری (تی-ای‌او-۱۲۸) (به انگلیسی: USNS Mission San Luis Rey (T-AO-128)) یک کشتی بود که طول آن 524 ft (160 m) بود. این کشتی در سال ۱۹۴۴ ساخته شد.